# Leonard Bull
Leonard James Bull (ur. 25 stycznia 1935 w Southwark, zm. 23 listopada 2013 w Trinidad) – kenijski strzelec, trzykrotny olimpijczyk.

## Życiorys
Przez wiele lat pracował w Nairobi jako rusznikarz w firmie Shaw & Hunter Ltd. W związku z panującą w Kenii niepewną sytuacją polityczną, Bull wyemigrował w 1960 roku do Anglii (pracując jako rusznikarz w Holland & Holland), jednak wrócił do Kenii po roku. W latach 60. pisał do magazynu strzeleckiego Guns. Na początku lat 70. wyemigrował do Shreveport w Stanach Zjednoczonych, gdzie ponownie znalazł zatrudnienie w rusznikarstwie. Finalnie przeniósł się do Trinidadu w stanie Kolorado, gdzie założył firmę Casting Company, zajmującą się wykonywaniem broni na zamówienie i odlewów. Był także instruktorem w Trinidad School of Gunsmithing.
Trzykrotnie startował na igrzyskach olimpijskich (IO 1964, IO 1968, IO 1972) w strzelaniu z pistoletu szybkostrzelnego z 25 metrów. Najwyższą pozycję osiągnął na zawodach w Meksyku, gdzie uplasował się na 35. miejscu. Na igrzyskach w 1964 roku był 44., zaś w 1972 roku zajął 55. pozycję.
Wystąpił w konkurencjach pistoletowych podczas Igrzysk Imperium Brytyjskiego i Wspólnoty Brytyjskiej 1966. Najlepszy wynik osiągnął w pistolecie centralnego zapłonu, w którym zajął 7. miejsce. Ponadto w pistolecie szybkostrzelnym ukończył zawody na 8. miejscu, zaś w pistolecie dowolnym był 12. zawodnikiem turnieju.

## Wyniki olimpijskie
| Igrzyska | Konkurencja                   | Wynik                  | Miejsce | Źródło |
| -------- | ----------------------------- | ---------------------- | ------- | ------ |
| IO 1964  | Pistolet szybkostrzelny, 25 m | 553 pkt. (277-276)     | 44      | [ 2 ]  |
| IO 1968  | Pistolet szybkostrzelny, 25 m | 576 pkt. (289-287)     | 35      | [ 3 ]  |
| IO 1972  | Pistolet szybkostrzelny, 25 m | 548 pkt. (191-186-171) | 55      | [ 4 ]  |